# Kariman Shafik
Kariman Shafik est une judokate égyptienne née le 1er septembre 1996.

## Palmarès
| Année | Compétition            | Lieu         | Résultat | Catégorie         |
| ----- | ---------------------- | ------------ | -------- | ----------------- |
| 2017  | Championnats d'Afrique | Antananarivo | 3e       | Toutes catégories |
| 2019  | Championnats d'Afrique | Le Cap       | 3e       | Plus de 78 kg     |
| 2019  | Jeux africains         | Rabat        | 3e       | Plus de 78 kg     |